# Festival international du film d'animation d'Annecy 2012
Le Festival international du film d'animation d'Annecy 2012, 36e édition du festival, s'est déroulé du 4 au 9 juin 2012.

## Jury

### Courts métrages
| Nom               | Qualité     | Nationalité |
| ----------------- | ----------- | ----------- |
| Joe Aguilar       | Producteur  | États-Unis  |
| Eric Khoo         | Réalisateur | Singapour   |
| Darragh O'Connell | Producteur  | Irlande     |

### Longs métrages
| Nom              | Qualité                                                              | Nationalité |
| ---------------- | -------------------------------------------------------------------- | ----------- |
| Sue Goffe        | Responsable de production                                            | Royaume-Uni |
| Tom Perlmutter   | Commissaire du gouvernement à la cinématographie et préside de l'ONF | Canada      |
| Stéphane Aubier  | Réalisateur                                                          | Belgique    |
| Caroline Piochon | Animatrice                                                           | France      |

### Films de fin d'études
| Nom             | Qualité           | Nationalité      |
| --------------- | ----------------- | ---------------- |
| Véronique Cayla | Présidente d'Arte | France           |
| John Piper      | Enseignant        | Nouvelle-Zélande |
| Stefanie Zhang  | Distributrice     | Chine            |

### Films de télévision et de commande
| Nom                | Qualité      | Nationalité |
| ------------------ | ------------ | ----------- |
| Tiziana De Carolis | Compositrice | États-Unis  |
| Jackie Edwards     | Productrice  | Royaume-Uni |
| Hugo Allart        | Producteur   | France      |

### Fipresci
| Nom                  | Qualité | Nationalité |
| -------------------- | ------- | ----------- |
| Daniel Kothenschulte | -       | Allemagne   |
| Luk Menten           | -       | Belgique    |
| Božidar Zecević      | -       | Serbie      |

## Intervenants
- Catherine Cuenca pour Les aides à l'écriture, L'adaptation graphique pour la série d'animation et "Speed Dating" entre auteurs graphiques et littéraires

### Conférences
- Mark Shapiro pour Longs métrages : 4 études de cas (Ernest et Céléstine, Le Jour des corneilles, Le Magasin des suicides et L'Étrange pouvoir de Norman)
- Peter Lord pour Peter Lord : le capitaine pirate d'Aardman
- Jean-François Laguionie pour Développer un projet de long métrage
- Isaac Partouche, Emmanuel Linot, Jean-Michel Spiner, Nicolas Schmerkin, Raúl De La Fuente, Ole Wendorff-ostergaard, et Jaroslaw Sawko pour Enjeux de l'hybridation
- Nicolas Romain, Remy Lalanne, Fondateur, Pdg, France, Cédric Biscay, Fondateur, Pdg, France, Francisco Del Cueto, Shannon Smith, Fox Tv Animation, et Peter Shin, Fox Tv Animation, et Guillaume Hellouin pour Gestion de production et asset management
- Valérie Schermann, Guillaume Galliot, Stéphan Roelants, Producteur, Pdg, Sara Wikler, Valérie Lépine-karnik, Olivier Cottet-puinel, et Gabriele Röthemeyer pour Le financement du long métrage d'animation
- Cédric Guiard, Bruno Gaumétou, Gérard Banel, et Syflex Llc pour Prêt-à-porter, soins du visage et des cheveux
- Eamonn Butler, Olivier Cauwet, Superviseur Vfx, Bastien Laurent, Dale Newton, et Greg Fisher pour VFX

### Making-of
- Peter Lord pour l'art, l'artisanat et les monstres marins dans Les Pirates ! Bons à rien, mauvais en tout
- Chris Renaud pour Le Lorax
- Clark Spencer pour Les Mondes de Ralph
- Marc Azéma pour Préhistoires de l'animation
- Serge Bromberg pour Rebelle
- Alain Chabat pour le making of de Sur la piste du Marsupilami

### Présentations de futures oeuvres
- Genndy Tartakovsky et Bob Osher pour Hôtel Transylvanie
- Juan José Campanella, Gaston Gorali et Diego Rosner pour Foosball (Metegol)
- Raúl García, Cédric Gervais et Stéphan Roelants pour Extraordinary Tales
- Thibaut Chatel, Guillaume Galliot et Jean Regnaud pour Ma maman est en Amérique, elle a rencontré Buffalo Bill
- Nancy Savard et Marie-Claude Beauchamp pour Sarila
- Darragh O'Connell et Cathal Gaffney pour Deep
- Marguerite Abouet pour Aya de Yopougon

### Dédicaces
- Patrice Leconte et Jean-François Teulé pour Le Magasin des suicides
- John Kahrs pour Paperman
- Rémi Bezançon et Jean-Christophe Lie pour Zarafa
- Jung et Zoltán Horváth pour Couleur de peau : miel
- Jean-François Laguionie pour Le Tableau
- Genndy Tartakovsky pour Hôtel Transylvanie
- Nicolas Liguori pour L'Histoire du petit Paolo
- Aimee Scribner pour Le Mariage de Raiponce
- Chris Renaud et Kyle Balda pour Le Lorax
- Walter Tournier pour Selkirk, le véritable Robinson Crusoé
- Enrique Gato pour Tad l'explorateur : À la recherche de la cité perdue
- Wayne Thornley  et Stuart Forrest pour Zambezia
- Sun-ah Kim pour Eun-sil-yee
- Anca Damian et Raluca Popa pour Le Voyage de monsieur Crulic
- Patrick Cohen pour son livre Le dessin animé à faire soi-même
- Hervé Joubert-Laurencin pour son livre Quatre films de Hayao Miyazaki

## Films sélectionnés

### Courts-métrages
| Titre                                                         | Réalisation                        | Pays                          |
| ------------------------------------------------------------- | ---------------------------------- | ----------------------------- |
| 7596 Frames                                                   | Martin Georgiev                    | Bulgarie                      |
| A Different Perspective                                       | Chris O'Hara                       | Irlande                       |
| Aalterate                                                     | Christobal De Oliveira             | France Pays-Bas               |
| Audition                                                      | Udo Prinsen                        | Pays-Bas                      |
| Being Bradford Dillman                                        | Emma Burch                         | Royaume-Uni                   |
| Beluga                                                        | Shin Hashimoto                     | Japon                         |
| Bydlo                                                         | Patrick Bouchard                   | Canada                        |
| Chase                                                         | Adriaan Lokman                     | France Pays-Bas               |
| Chinti                                                        | Natalia Mirzoyan                   | Russie                        |
| Daffy's Rhapsody                                              | Matthew O'Callaghan                | États-Unis                    |
| Das Haus                                                      | David Buob                         | Allemagne                     |
| Edmond était un âne                                           | Franck Dion                        | France Canada                 |
| Fiumana                                                       | Julia Gromskaya                    | Italie                        |
| Fresh Guacamole                                               | Adam Pesapane                      | États-Unis                    |
| Herstory                                                      | Kim Jun-ki                         | Corée du Sud                  |
| Hi-no-youjin                                                  | Katsuhiro Ōtomo                    | Japon                         |
| História d'Este                                               | Pascual Pérez                      | Espagne                       |
| How to Eat Your Apple                                         | Erick Oh                           | Corée du Sud États-Unis       |
| Junkyard                                                      | Hisko Hulsing                      | Belgique Pays-Bas             |
| Kali le petit vampire                                         | Regina Pessoa                      | France Portugal Canada Suisse |
| L'Mrayet                                                      | Nadia Raïs                         | Tunisie                       |
| Le Grand Ailleurs et le petit ici                             | Michèle Lemieux                    | Canada                        |
| LI. LI. TA.AL                                                 | Akihito Izuhara                    | Japon                         |
| Macka                                                         | Goran Stojnic                      | Croatie                       |
| Modern No. 2                                                  | Mirai Mizue                        | Japon                         |
| Moxie                                                         | Stephen Irwin                      | Royaume-Uni                   |
| Nak-ta-deul                                                   | Park Jee-youn                      | Corée du Sud                  |
| Oh Willy...                                                   | Emma De Swaef et Marc Roels        | Belgique France Pays-Bas      |
| One Minute Puberty                                            | Alexander Gellner                  | Allemagne                     |
| Prohveti sünd                                                 | Rao Heidmets                       | Estonie                       |
| Pythagasaurus                                                 | Peter Peake                        | Royaume-Uni                   |
| Rossignols en décembre                                        | Théodore Ushev                     | Canada                        |
| Second Hand                                                   | Isaac King                         | Canada                        |
| Seven Minutes in the Warsaw Ghetto                            | Johan Oettinger                    | Danemark                      |
| Some Actions Which Haven't Been Defined Yet in the Revolution | Xun Sun                            | Chine                         |
| Sunny Afternoon                                               | Thomas Renoldner                   | Autriche                      |
| Tchaikovsky. Elegija                                          | Barry J. C. Purves                 | Russie Biélorussie            |
| The Centrifuge Brain Project                                  | Till Nowak                         | Allemagne                     |
| The People Who Never Stop                                     | Florian Piento                     | France Japon                  |
| Topo Glassato al Cioccolato                                   | Donato Sansone                     | Italie                        |
| Tram                                                          | Michaela Pavlatova                 | France                        |
| Tsukumo                                                       | Syuhei Morita                      | Japon                         |
| Tunnel                                                        | Maryam Kashkoolinia                | Iran                          |
| Una furtiva lagrima                                           | Carlo Vogele                       | Luxembourg                    |
| Villa Antropoff                                               | Vladimir Leschiov et Kaspar Jancis | Estonie Lettonie              |
| Waiting for Her Sailor                                        | Bill Plympton                      | États-Unis                    |
| Wolf Dog Tales                                                | Bernadine Santistevan              | États-Unis                    |
| Yonalure: Moment to Moment                                    | Ayaka Nakata et Yuki Sakitani      | Japon                         |

### Longs métrages
| Titre                                                | Réalisation                                                                    | Pays             |
| ---------------------------------------------------- | ------------------------------------------------------------------------------ | ---------------- |
| La Tête en l'air                                     | Ignacio Ferreras                                                               | Espagne          |
| Asura                                                | Keiichi Sato                                                                   | Japon            |
| Couleur de peau : miel                               | Laurent Boileau et Jung Henin                                                  | France Belgique  |
| Le Voyage de monsieur Crulic                         | Anca Damian                                                                    | Roumanie Pologne |
| Eun-sil-yee                                          | Kim Sun-ah et Park Se-hee                                                      | Corée du Sud     |
| Le Tableau                                           | Jean-François Laguionie                                                        | Belgique France  |
| Ronal le Barbare                                     | Thorbjorn Christoffersen, Kresten Vestbjerg Andersen et Philip Einstein Lipski | Danemark         |
| Tad l'explorateur : À la recherche de la cité perdue | Enrique Gato                                                                   | Espagne          |
| Voyage vers Agartha                                  | Makoto Shinkai                                                                 | Japon            |
| Zarafa                                               | Rémi Bezançon et Jean-Christophe Lie                                           | France Belgique  |

### Séries TV
| Titre                        | Épisode                                | Réalisation                                 | Pays            |
| ---------------------------- | -------------------------------------- | ------------------------------------------- | --------------- |
| Blue Exorcist                | Le mal est tapis au fond de nous       | Tensai Okamura                              | Japon           |
| China, IL                    | Secret Society                         | Mike L. Mayfield                            | États-Unis      |
| Circus Show                  | Juggling et Tightrope                  | Shin Chang-hwan et Choe Hyeon-myeong        | Corée du Sud    |
| Clay Kids                    | Big Mean Steve                         | Javier Tostado Domingo et Mike Booth        | Espagne         |
| Dan Vs.                      | The Bank                               | Ashley Lenz                                 | États-Unis      |
| Die Sandmanzen               | Da Capo Schorsch                       | Ralf Kukula                                 | Allemagne       |
| Fejlakók 4. rész             | Fejberendező                           | Eszter Szoboszlay                           | Hongrie         |
| Flapacha, où es-tu ?         | L'Arbre de la sagesse                  | Hugo Gittard                                | France          |
| Fungi                        | Frida's Submarine                      | Veronica Lassenius et Pablo Jordi           | Espagne         |
| Le Bien Chasser              | L'Appeau d'problèmes                   | Boris Belghiti                              | France          |
| Martine                      | Mission M                              | Claude Allix                                | France Belgique |
| Michel                       | Entrechats électroniques               | Dewi Noiry, Pauline Pinson et Ivan Rabbiosi | France          |
| Mike the Knight              | Mike the Knight and the Dragon Squires | Neil Affleck                                | Royaume-Uni     |
| Mily Miss Questions          | Les Titans                             | Alexis Ducord et Fabrice Fouquet            | France          |
| Mouk                         | L'Attrape-brume                        | François Narboux                            | France          |
| Nini Patalo                  | La Rage de dents                       | Boris Guilloteau                            | France          |
| Regular Show                 | Eggscellent                            | J. G. Quintel                               | États-Unis      |
| Save Your Planet             | Fishing et Woods                       | Tassos Kotsiras                             | Grèce           |
| Secret Mountain Fort Awesome | Nightmare Sauce                        | Pete Browingardt                            | États-Unis      |
| Stella and Sam               | Voyage sur la lune                     | Dave Merritt et Ray Jafelice                | Canada          |
| Superjail!                   | Vacation                               | Christy Karacas                             | États-Unis      |

### Spéciaux TV
| Titre                | Épisode | Réalisation                          | Pays        |
| -------------------- | ------- | ------------------------------------ | ----------- |
| Jingle All the Way   | -       | Chel White                           | États-Unis  |
| The Gruffalo's Child | -       | Johannes Weiland et Uwe Heidschötter | Royaume-Uni |

### Films éducatifs, scientifiques ou d'entreprise
| Titre                         | Réalisation                      | Pays             |
| ----------------------------- | -------------------------------- | ---------------- |
| Glückskette                   | Tobias Knipf et Andreas Kronbeck | Allemagne Suisse |
| Le Droit de suite             | Pierre-Emmanuel Lyet             | France           |
| Ohtlik rändetee               | Christin Peets                   | Estonie          |
| Pinchaque, le tapir colombien | Caroline Attia-Lariviere         | Colombie France  |
| The Story of Cholera          | Yoni Goodman                     | Israël           |

### Films publicitaires
| Produit/Marque               | Titre                    | Réalisation                                                               | Pays        |
| ---------------------------- | ------------------------ | ------------------------------------------------------------------------- | ----------- |
| 4 pines                      | Space Beer               | Mark Gravas                                                               | Australie   |
| Amnesty International        | Break the Law of Silence | CRCR                                                                      | France      |
| Animation Hub 2011           | The Last Train           | Ben Harper, Alex Sherwood et Sean Mullen                                  | Irlande     |
| Art Path 2011                | Count Down               | Masaki Okuda, Ryo Okawara et Yutaro Ogawa                                 | Japon       |
| Clover                       | Way Better               | Shy the Sun                                                               | Royaume-Uni |
| De Lijn                      | Ants                     | Gerrit Bekers                                                             | Belgique    |
| Greenpeace                   | Coal                     | Li Jie                                                                    | Chine       |
| IGA                          | Vraiment frais           | Mario Pesant, Pierre-Hugues Dallaire, Sylvain Lebeau et Benoît Therriault | Canada      |
| ITFS 2011                    | Hai Hase                 | Florian Greth et Julia Reck                                               | Allemagne   |
| Jack Daniel's                | Tennessee Honey          |                                                                           | Royaume-Uni |
| Lavazza                      | Favola a modo mio        | Dadomani Studio                                                           | Italie      |
| Persol                       | A Year of Sun            | Kevin Dart et Stéphane Coëdel                                             | Royaume-Uni |
| Croix-Rouge                  | Stuff                    | Andrew Hall                                                               | États-Unis  |
| Save the Tiger               | Spare Me                 | Paresh Mehta                                                              | Inde        |
| Share the Joy                | -                        | Pierre-Hugues Dallaire et Miguel Campos                                   | Canada      |
| Spot Casse Rurali Trentine   | -                        | Mario Addis                                                               | Italie      |
| The Right Choice             | -                        | Bo Juhl Nielsen                                                           | Danemark    |
| Trailer Deutsches Filmmuseum | -                        | Stefan Schomerus et Egmont Mayer                                          | Allemagne   |

### Vidéoclips
| Chanson                                 | Artiste                         | Réalisation                                                                           | Pays               |
| --------------------------------------- | ------------------------------- | ------------------------------------------------------------------------------------- | ------------------ |
| Rippled                                 | All India Radio                 | Darcy Prendergast                                                                     | Australie          |
| Baby                                    | Carrie                          | Genadzi Buto                                                                          | Biélorussie        |
| Dub of a Preacherman                    | Count Skylarkin et Harvey K-Tel | Joe Wood et Seb Burnett                                                               | Royaume-Uni        |
| I Should Have Known Better              | Five Years Older                | Dirk Koy                                                                              | Suisse             |
| When My Baby Smiles at Me I Go to Rehab | Frenzal Rhomb                   | Marc-Antoine Deleplanque                                                              | Belgique Australie |
| Ik Neem Je Mee                          | Gers Pardoel                    | Job Roggeveen, Joris Oprins et Marieke Blaauw                                         | Pays-Bas           |
| Don't Worry We'll Be Watching You       | Gotye                           | Ivan Dixon et Gregory Sharp                                                           | Australie          |
| Everyone Seems to Be Out to Get You     | Hard-Ons                        | Mark Gravas                                                                           | Australie          |
| J'ai faim                               | La Canaille                     | Anne Chatelain, Florain Landouzy, Hugo Cierzniak, Sébastien Buisson et Anthony Voisin | France             |
| Du monde tout autour                    | Louise Attaque                  | Louis Clichy                                                                          | France             |
| My Super 8                              | M+A                             | Rino Stefano Tagliafierro                                                             | Italie             |
| Do I Have Power?                        | Timber Timbre                   | Carlos de Carvalho                                                                    | France             |
| Christmas Trolley                       | Trolite                         | Asparuh Petrov                                                                        | Bulgarie           |
| Pirate's Life                           | We Cut Corners                  | Przemyslaw Adamski et Kataryna Kijek                                                  | Pologne            |

### Films de fin d'études
- 366 Tage de Johannes Schiehsl ( Allemagne)
- 38 - 39°C de Kim Kangmin ( États-Unis,  Corée du Sud)
- Avocados de Kataneh Vahdani ( États-Unis,  Iran)
- Baboon de Einar Baldvin ( États-Unis,  Islande)
- Bajo la luna de Enrique Ortega ( Chili)
- Barn Owl de Anna Spencer ( Australie)
- Buy Buy Baby de Gervais Merryweather ( Royaume-Uni)
- Case ou je ne suis pas un monstre de Hannah Letaïf ( Belgique)
- Conte de faits de Jumi Yoon ( France)
- Creare de Carlos Morales Umaña ( Costa Rica)
- Eine murul d'Erik Alunurm ( Estonie)
- El macho de Daniela Negrin Ochoa ( Royaume-Uni)
- En parties de Hugo Bravo ( France)
- Ernesto de Corinne Ladeinde ( Royaume-Uni)
- Étude d'Ania Hazel Leszczynska ( Royaume-Uni)
- Friendsheep de Jaime Maestro ( Espagne)
- Fur de François Barreau, Marion Delannoy, Claire Fauvel, Rachid Guendouze, Vincent Nghiem et Benoît Tranchet ( France)
- Gray Hope de Sunggwon Han ( Corée du Sud)
- Happy Life de Xin Sun et Yun Li ( Allemagne,  Chine)
- I'm Fine Thanks d'Eamonn O'Neill ( Royaume-Uni,  Irlande)
- Iluzia d'Uriah Naeh et Udi Asoulin ( Israël)
- Julia und der Schrecken d'Anja Sidler ( Suisse)
- Kara no tamago de Ryo Okawara ( Japon)
- Kostya d'Anton Dyakov ( Russie)
- Kuhina de Joni Männistö ( Finlande)
- Kyrielle de Boris Labbe ( France)
- L'Ère bête de Thomas Caudron, Ingrid Menet, Laurent Meriaux et Clément Tissier ( France)
- La Veuve caillou d'Agnès Patron ( France)
- Le Jardin enchanté de Viviane Karpp ( France)
- Le Taxidermiste de Paulin Cointot, Dorianne Fibleuil, Antoine Robert et Maud Sertour ( France)
- Les Chiens isolés de Rémi Bastie, Nicolas Deghani, Jonathan Djob-Nkondo, Paul Lacolley, Nicolas Pegon, Jérémy Pires et Kevin Manach ( France)
- Mac 'n' Cheese de Roy Nieterau, Tom Hankins, Gijs Van Kooten et Guido Puijik ( Pays-Bas)
- Maison sonore de  Jonathan Schwenk ( Allemagne)
- Mer des pluies de Violaine Picaut ( France)
- Meso d'Ivan Mirko Senjanovic ( Croatie)
- Monocyclic Flower de Takehisa Eiraku ( Japon)
- Nana Bobò de Lucas Wild Do Vale, Andrea Cristofaro, Francesco Mereu et Valentina del Miglio ( Italie)
- Nesejdes z cesty! de Veronika Szemlovà ( République tchèque)
- Night of the Loving Dead d'Anna Humphries ( Royaume-Uni)
- Not About Us de Michael Frei ( Suisse,  Estonie)
- Pardesi de Mariana Ramirez Uzcategui et Laszio Chatelard ( Inde)
- Paso Doble de Jamie Metzger ( Canada)
- Piirongin piiloissa de Sanni Lahtinen ( Finlande)
- Pripad de Martin Zivocky ( République tchèque)
- Rosette de Romain Borrel, Gaël Falzowski, Benjamin Rabaste et Vincent Tonelli ( France)
- Shukatsu Kyousoukyoku de Maho Yoshida ( Japon)
- Space Stallions de Thorvaldur Gunnarsson, Arna Snaebjornsdottir, Esben Jespersen, August Freyr Kristinsson, Jonatan Brusch, Polina Bokhan et Touraj Khosravi ( Danemark)
- Sur les rails de Jérémy Guiter ( France)
- Tentation de Loris Accaries, Marie Ayme, Claire Baudean et Audrey Janvier ( France)
- The Making of Longbird de Will Anderson ( Royaume-Uni)
- Transecho de Nikola Raodvic ( Croatie)
- Waqt Hua Chahta Hai de Mehreen Tanwiri ( Pakistan)
- When I Was Young de Kaori Onishi ( Royaume-Uni,  Japon)
- Within Within de Sharon Liu ( Royaume-Uni)

## Palmarès

### Courts métrages
| Prix                                        | Attribué à                                            | Pays          |
| ------------------------------------------- | ----------------------------------------------------- | ------------- |
| Cristal d'Annecy                            | Tram de Michaela Pavlatova                            | France        |
| Prix spécial du jury                        | Edmond était un âne de Franck Dion                    | France Canada |
| Prix Jean-Luc Xiberras de la première œuvre | The People Who Never Stop de Florian Piento           | France Japon  |
| Mention spéciale                            | Seven Minutes in the Warsaw Ghetto de Johan Oettinger | Danemark      |
| Prix Sacem de la musique originale          | Modern No. 2 de Mirai Mizue                           | Japon         |
| Prix du jury junior                         | História d'Este de Pascual Pérez                      | Espagne       |
| Prix du public                              | Second Hand de Isaac King                             | Canada        |

### Longs métrages
| Prix                    | Attribué à                                              | Pays                                |
| ----------------------- | ------------------------------------------------------- | ----------------------------------- |
| Cristal du long métrage | Le Voyage de monsieur Crulic d'Anca Damian              | Roumanie Pologne                    |
| Mention spéciale        | La Tête en l'air de Ignacio Ferreras                    | Espagne                             |
| Prix du public          | Couleur de peau : miel de Laurent Boileau et Jung Henin | France Belgique Corée du Sud Suisse |

### Films de télévision et de commande
| Prix                                                | Attribué à                                                             | Pays        |
| --------------------------------------------------- | ---------------------------------------------------------------------- | ----------- |
| Cristal pour une production TV                      | Secret Mountain Fort Awesome - Nightmare Sauce de Pete Browngardt      | États-Unis  |
| Prix spécial                                        | Stella and Sam - Voyage sur la Lune de Dave Merritt et Ray Jafelice    | Canada      |
| Prix pour un spécial TV                             | The Gruffalo's Child de Johannes Weiland et Uwe Heidschötter           | Royaume-Uni |
| Prix du film éducatif, scientifique ou d'entreprise | Le Droit de suite de Pierre-Emmanuel Lyet                              | France      |
| Prix du film publicitaire ou promotionnel           | Stuff pour la Croix-Rouge de Andrew Hall                               | États-Unis  |
| Prix du meilleur vidéoclip                          | We Cut Corners, Pirate's Life de Przemyslaw Adamski et Katarzyna Kijek | Pologne     |

### Films de fin d'études
| Prix                                  | Attribué à                              | Pays       |
| ------------------------------------- | --------------------------------------- | ---------- |
| Prix du meilleur film de fin d'études | The Making of Longbird de Will Anderson | États-Unis |
| Prix spécial du jury                  | Kyrielle de Boris Labbe                 | France     |
| Mention spéciale                      | Le Jardin enchanté de Viviane Karpp     | France     |
| Prix du jury junior                   | Friensheep de Jaime Maestro             | Espagne    |

### Autres prix
| Prix                           | Attribué à                                              | Pays                                |
| ------------------------------ | ------------------------------------------------------- | ----------------------------------- |
| Prix Unicef                    | Couleur de peau : miel de Laurent Boileau et Jung Henin | France Belgique Corée du Sud Suisse |
| Prix Fipresci                  | Tram de Michaela Pavlatova                              | France                              |
| Prix Canal+ aide à la création | Una furtiva lagrima de Carlo Vogele                     | Luxembourg                          |